# Sha-La-La-La-Lee
«Sha-La-La-La-Lee» — третий сингл британской R&B-группы Small Faces, выпущенный 28 января 1966 года. Песня заняла третье место в UK Singles Chart. Также это первый сингл группы, в записи которого принял участие клавишник Иэн Маклэган.

## О сингле
После того, как предыдущий сингл группы «I've Got Mine», написанный Марриоттом/Лейном, провалился в чартах, менеджер Дон Арден решил привлечь известных авторов песен Кенни Линча и Морта Шумана с целью убедиться в успешности следующего сингла Small Faces, чтобы группа не стала «однохитовой».
В итоге песня, имеющая явно коммерческое звучание, достигла третьего места в UK singles chart. Несмотря на успех, самим музыкантам песня «Sha-La-La-La-Lee» не нравилась, поскольку они считали, что она не вписывается в их обычное звучание, более близкое к стилям ритм-н-блюз и соул.
Некоторые критики рассматривали песню как начало конца Small Faces; после её выхода в музыкальной прессе коллектив часто называли «очередной подростковой группой», коими тогда также считались The Who и Rolling Stones. Изначально поклонники группы в массе были модами-меломанами, однако теперь среди фанатов появились девочки-подростки, больше интересующиеся внешностью молодых исполнителей, чем их произведениями. На большинстве концертов (аналогично многим современникам) звучание группы терялось на фоне шквала криков поклонниц. Эта ситуация настолько огорчила Марриотта, что он позже оставил The Small Faces и с целью заработать себе репутацию «серьёзного музыканта» создал хард-блюзовую группу Humble Pie.
Small Faces исполнили «Sha-La-La-La-Lee» на шоу Дика Кларка, транслировавшемся в США из Великобритании.

## Би-сайд
Сторона «Б» Grow Your Own гораздо ближе к оригинальному звучанию Small Faces. Это инструментальная композиция; на её стиль сильно повлияла группа Booker T. & the M.G.’s, которую тогда слушали все участники группы. В Grow Your Own включена длинная партия, исполненная Иэном Маклэганом на органе Хаммонда.

## Использование в рекламе
В Японии «Sha-La-La-La-Lee», аранжированная под французский поп, использовалась в рекламе автомобиля Suzuki Alto Lapin.

## Участники записи
Small Faces
- Стив Марриотт — ведущий и бэк-вокалы, электрогитара
- Ронни Лейн — бас-гитара, бэк-вокал
- Иэн Маклэган — орган Хаммонда, бэк-вокал
- Кенни Джонс — ударные

А также
- Кенни Линч[англ.] — бэк-вокал

## Прочие записи
- В феврале 1966 года немецкая группа The Rattles выпустила свою версию песни в виде сингла на лейбле Star Club Records под каталожным номером 148 547, 02.1966.
- В том же 1966 году эту песню также перепела югославская группа Siluete[англ.] под названием Tvoj rođendan.
- В то же время эту песню исполнял ещё и чешский певец Вацлав Некар[англ.].
- Ещё в том же 1966 году песня была перепета французской певицей Эвелин Куртуа под названием Ce N’est Pas Une Vie и была издана ею под псевдонимом Pussy Cat.
- В 1978 году свою кавер-версию песни на французском языке сделал бельгийский певец Пластик Бертран.